# Konrad von Würzburg

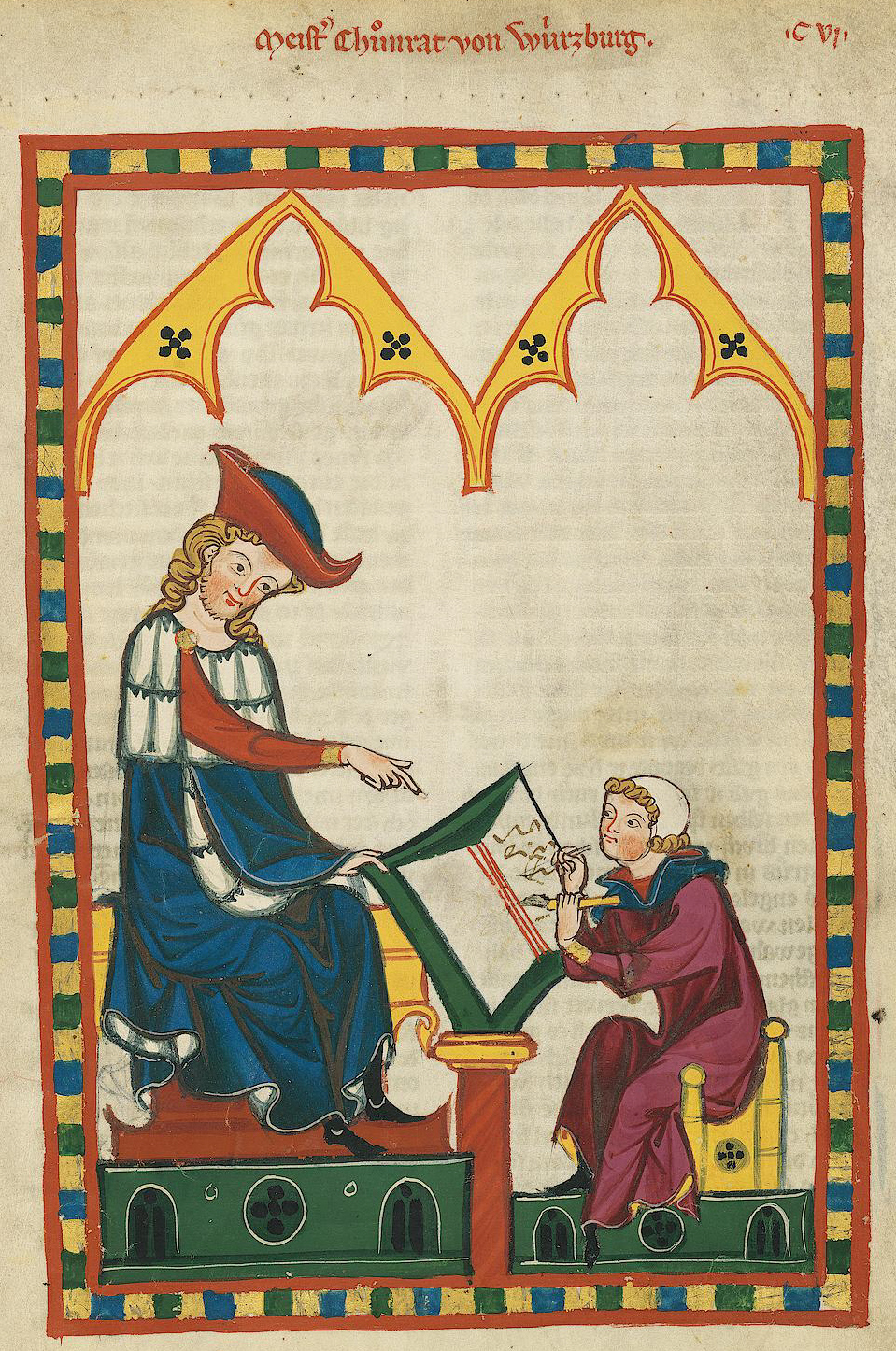
Meister Konrad von Würzburg (Abbildung aus dem Codex Manesse, 14. Jh.)

Konrad von Würzburg (* zwischen 1220 und 1230 in Würzburg; † 31. August 1287 in Basel) war ein deutscher Lyriker, Epiker und didaktischer Dichter bürgerlicher Herkunft.
Er wird auf Lateinisch „vagus“ (fahrender Sänger) benannt, auf Deutsch heißt er oft einfach nur „Meister Konrad“. Ob er sich nach seinem Weggang aus dem Fränkischen eine Zeit lang im Raum Kleve aufgehalten hat, ist umstritten. Den letzten Teil seines Lebens verbrachte er in Basel. Er ist in der Magdalenenkapelle des Basler Münsters begraben.
Konrad verfasste im Auftrag seiner Gönner neben kleineren lyrischen zahlreiche größere geistlich-legendäre und historische-sagenhafte Werke im „geblümten Stil“. (Heinrich von Meißen, genannt Frauenlob, sprach in seiner Totenklage von „geviolierter [veilchen-] blüete kunst“). Seine Dichtung vereinigt nahezu alle literarischen Gattungen und Stoffe seiner Zeit.
Den Meistersingern des Spätmittelalters galt Konrad als einer der „Zwölf alten Meister“ des Minnesangs.

## Werke
- Die goldene Schmiede (hervorragendes Beispiel für den geblümten Stil)
- Der Welt Lohn
- Silvester[1]
- Alexius
- Partonopier und Meliur (beruhend auf dem altfranzösischen Roman Partonopeus de Blois)[2]
- Engelhard (nur in einem Druck von 1573 überliefert, davon vier Exemplare erhalten)
- Pantaleon
- Klage der Kunst
- Konrad Axspitz[3]
- Herzmäre
- Trojanerkrieg (einmalige Kombination der Argonautensage mit der homerischen Sage vom Trojanischen Krieg, unvollendet)
- Turnier von Nantes (früher als Turnier von Nantheiz, galt lange Zeit als erstes Beispiel für umfangreiche Wappendichtung, wird heute eher als politischer Lobpreis angesehen)
- Heinrich von Kempten (früher als Otte mit dem Barte)
- Der Schwanritter
- Die Halbe Birne (Autorenschaft Konrads umstritten)

### Textausgaben und Übersetzungen
- Ingo Reiffenstein (Hrsg.): Konrad von Würzburg. Engelhard. 2. Auflage, hrsg. von Paul Gereke und bearbeitet von Ingo Reiffenstein. Tübingen 1963; 3. Auflage ebenda 1982 (= Altdeutsche Textbibliothek. Band 17).[4]
- K. J. Schmitz: Konrad von Würzburg. Engelhard. Nach dem Text von Ingo Reiffenstein ins Neuhochdeutsche übertragen. Mit einem Stellenkommentar und einem Nachwort. Kümmerle Verlag, Göppingen (= Göppinger Arbeiten zur Germanistik. Band 501), ISBN 3-87452-738-7.
- Konrad von Würzburg: Pantaleon. Bereinigter diplomatischer Abdruck und Übersetzung. Hrsg., übersetzt und mit einem Nachwort versehen von Thomas Neukirchen. Erich Schmidt Verlag, Berlin 2008 (Texte des späten Mittelalters und der frühen Neuzeit, Bd. 45). ISBN 978-3-503-09848-4.
- Adelbert von Keller (Hrsg.): Der Trojanische Krieg von Konrad von Würzburg, nach den Vorarbeiten Karl Frommanns und Franz Roths zum ersten Mal herausgegeben. (= Bibliothek des Litterarischen Vereins in Stuttgart. Band 44), Stuttgart 1858 (nach Straßburg, Stadtbibl., Cod. A 90). online (Digitalisat)
- Heinz Thoelen und Bianca Häberlein (Hrsg.): Konrad von Würzburg 'Trojanerkrieg' und die anonym überlieferte Fortsetzung (Wissensliteratur im Mittelalter 51), Wiesbaden 2015. Überlieferungsüberblick im Handschriftencensus

### Sekundärliteratur
- Rüdiger Brandt: Konrad von Würzburg. Kleinere epische Werke. Berlin 2000.
- Horst Brunner: Konrad von Würzburg. In: Kurt Ruh und andere (Hrsg.): Die deutsche Literatur des Mittelalters. Verfasserlexikon. 2. Auflage. Berlin / New York. Band 5, 1985, Sp. 272–304.
- Horst Brunner: Genealogische Phantasien. Zu Konrads von Würzburg „Schwanenritter´und ´Engelhard“. In: ZfdA. Band 110, 1981, S. 274–299.
- Horst Brunner: Das Turnier von Nantes. Konrad von Würzburg, Richard von Cornwall und die deutschen Fürsten. In: De poeticis medii aevi quaestiones. Festschrift K. Hamburger. Göppingen 1981, S. 105–127.
- Horst Brunner: Konrad in Würzburg und am Niederrhein. In: Christian Schmid-Cadalbert (Hrsg.): Das ritterliche Basel. Zum 700. Todestag Konrads von Würzburg. Basel 1987, S. 20–22.
- Wolfgang Golther: Konrad von Würzburg. In: Allgemeine Deutsche Biographie (ADB). Band 44, Duncker & Humblot, Leipzig 1898, S. 356–363.
- Hartmut Kokott: Konrad von Würzburg. Ein Autor zwischen Auftrag und Autonomie. Stuttgart 1998, ISBN 3-7776-0465-8.
- Albert Leitzmann: Zu den kleineren Dichtungen Konrads von Würzburg. In: PBB. Band 62, 1938, S. 361–383.
- Alfred Ritscher: Literatur und Politik im Umkreis der ersten Habsburger. Dichtung, Historiographie und Briefe am Oberrhein. Frankfurt am Main. 1992.
- Susanne Siebert: Konrad von Würzburg. In: Biographisch-Bibliographisches Kirchenlexikon (BBKL). Band 4, Bautz, Herzberg 1992, ISBN 3-88309-038-7, Sp. 348–349 (Artikel/Artikelanfang im Internet-Archive).
- Johannes Spicker: Konrad von Würzburg – ein niederrheinischer Mythos. In: Van der Masen tot op den Rijn: Ein Handbuch zur Geschichte der mittelalterlichen volkssprachlichen Literatur im Raum von Rhein und Maas. ISBN 3-503-07958-0, S. 118 ff.
- Peter Strohschneider: Ur-Sprünge. Körper, Gewalt und Schrift im Schwanritter Konrads von Würzburg. In: Horst Wenzel (Hrsg.): Gespräche – Boten – Briefe. Körpergedächtnis und Schriftgedächtnis im Mittelalter. Berlin 1997, S. 127–153.
- Heinz Thomas: Konrad von Würzburg und die Habsburger. In: Deutsches Archiv für die Erforschung des Mittelalters. Band 52, 1996, Heft 2, S. 509–545.
- Wolfgang Walliczek: Konrad von Würzburg. In: Neue Deutsche Biographie (NDB). Band 12, Duncker & Humblot, Berlin 1980, ISBN 3-428-00193-1, S. 554–557 (Digitalisat).
- Volker Zapf: Konrad von Würzburg. In: Deutsches Literatur-Lexikon. Das Mittelalter. Band 5. De Gruyter, Berlin/Boston 2013, Sp. 587–607.
- André Schnyder: Konrad von Würzburg. In: Historisches Lexikon der Schweiz.  2013.